# Intel iPSC/860

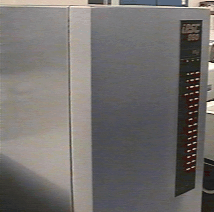
Intel iPSC/860

Intel iPSC/860 – równoleżnikowy superkomputer, który został wprowadzony przez firmę Intel w 1990. Pociągnęło to za sobą kolejny produkt Intel iPSC/2, który został jedynie prototypem. iPSC/860 jest złożony z ponad 128 elementów połączonych w topologię hipersześcianu, przy czym każdy element zawiera procesor Intel i860 lub Intel 80386.